# Tunisair
Tunisair (àrab: الخطوط الجوية التونسية, al-Ḫuṭūṭ al-Jawiyya at-Tūnisiyya) és la companyia nacional tunisiana d'aviació civil. Es va formar el 1948 per un acord amb Air France i després del 1957 el govern tunisià va esdevenir majoritari. És membre de l'Organització de Transportistes Aeris Àrabs.
La companyia té 49 destinacions regulars i 80 amb vols xàrter. El seu centre d'operacions és l'Aeroport Internacional de Tunis.

## Flota
| Avió            | En servei | Comandes | Passatgers             | Passatgers             | Passatgers             | Notes                    |
| Avió            | En servei | Comandes | C                      | Y                      | Total                  | Notes                    |
| --------------- | --------- | -------- | ---------------------- | ---------------------- | ---------------------- | ------------------------ |
| Airbus A319-100 | 4         |          | 16                     | 90                     | 106                    |                          |
| Airbus A319-100 | 4         | —        | 144                    | 144                    |                        |                          |
| Airbus A320-200 | 16        | —        | —                      | 162                    | 162                    |                          |
| Airbus A320neo  | 1         | 4        | Pendent de confirmació | Pendent de confirmació | Pendent de confirmació | Lliuraments el 2021-2022 |
| Airbus A330-200 | 2         | 2        | 24                     | 242                    | 266                    |                          |
| Boeing 737-600  | 7         | —        | —                      | 126                    | 126                    |                          |
| Total           | 30        | 6        |                        |                        |                        |                          |